# Camoapa 2.ª Sección A Centro
Camoapa 2.ª Sección A Centro es una ranchería del municipio de Pichucalco ubicado en la región Norte del estado mexicano de Chiapas.

## Geografía
La localidad de Camoapa 2.ª Sección A Centro se sitúa en las coordenadas geográficas 17°33′37″N 93°12′22″O / 17.560278, -93.206111, a una elevación de 139 metros sobre el nivel del mar.

## Demografía
Según el Conteo de Población y Vivienda 2020, efectuado por el Instituto Nacional de Estadística y Geografía, la localidad de Camoapa 2.ª Sección A Centro tiene 177 habitantes, de los cuales 85 son del sexo masculino y 92 del sexo femenino. La tasa de fecundidad es de 2.52 hijos por mujer y tiene 39 viviendas particulares habitadas.
| Gráfica de evolución demográfica de Camoapa 2.ª Sección A Centro entre 1970 y 2020 |
|                                                                                    |
| INEGI.                                                                             |